# Droga wojewódzka nr 218

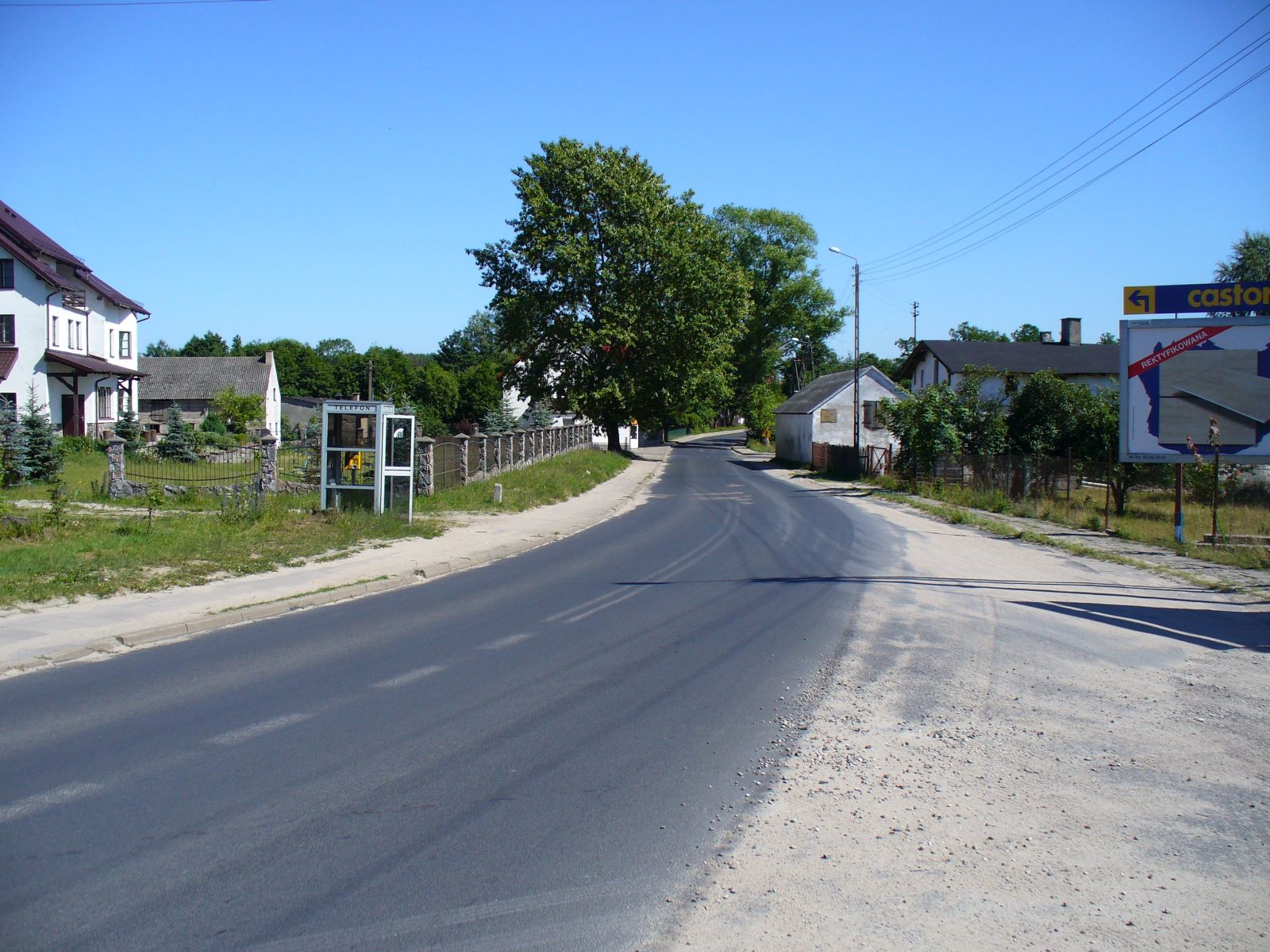
Droga w Koleczkowie

Droga wojewódzka nr 218 (DW218) – droga wojewódzka w województwie pomorskim. Początek ma w Krokowej, koniec w Gdańsku Osowej przy Obwodnicy Trójmiasta. Jej długość wynosi 58 km. Częściowo o nowej nawierzchni. Stanowi alternatywę dla turystów omijających Gdynię, Rumię oraz Redę w drodze na wybrzeże (Karwia, Dębki). Łączy Zachodnią Obwodnicę Trójmiasta z drogą Gdańsk-Szczecin w Wejherowie. Zimą bardzo niebezpieczna ze względu na 3 kategorię odśnieżania oraz stromy podjazd od strony Wejherowa.

## Historia numeracji
Na przestrzeni lat trasa posiadała różne oznaczenia i kategorie/klasyfikacje:

| Lista źródeł |
| --- |
| - Mapa samochodowa Polski, Warszawa: Państwowe Przedsiębiorstwo Wydawnictw Kartograficznych, 1956. Brak numerów stron w książce - Atlas samochodowy Polski, Druk rozpoczęto w kwietniu 1958 r. — ukończono w czerwcu 1958 r., Warszawa: Państwowe Przedsiębiorstwo Wydawnictw Kartograficznych, s. 24-25. - Mapa samochodowa Polski 1:1 000 , Warszawa: Państwowe Przedsiębiorstwo Wydawnictw Kartograficznych, 1962. Brak numerów stron w książce - Atlas samochodowy Polski 1:500 000. Wyd. IV. Warszawa: Państwowe Przedsiębiorstwo Wydawnictw Kartograficznych, 1965, s. 24-25. - Mapa samochodowa Polski 1:1 000 , wyd. dziesiąte, Warszawa: Państwowe Przedsiębiorstwo Wydawnictw Kartograficznych, 1971. Brak numerów stron w książce - Mapa samochodowa Polski 1:1 000 , wyd. jedenaste, Warszawa: Państwowe Przedsiębiorstwo Wydawnictw Kartograficznych, 1972. Brak numerów stron w książce - Mapa samochodowa Polski 1:1 000 , wyd. trzecie, Warszawa: Państwowe Przedsiębiorstwo Wydawnictw Kartograficznych, 1975. Brak numerów stron w książce - Województwa: elbląskie olsztyńskie. Mapa krajoznawczo-samochodowa 1:500 000, wyd. trzecie, Warszawa: Państwowe Przedsiębiorstwo Wydawnictw Kartograficznych, 1978. Brak numerów stron w książce - Samochodowy atlas Polski 1:500 000. Wyd. V. Warszawa: Państwowe Przedsiębiorstwo Wydawnictw Kartograficznych, 1979, s. 25-26. ISBN 83-7000-017-7. - Samochodowy atlas Polski 1:500 000. Wyd. VI. Warszawa: Państwowe Przedsiębiorstwo Wydawnictw Kartograficznych, 1980, s. 25-26. - Mapa samochodowa Polski 1:1 500 000, Załącznik do informatora samochodowo-motocyklowego – rocznik XXVIII, Warszawa: Państwowe Przedsiębiorstwo Wydawnictw Kartograficznych, 1983. Brak numerów stron w książce - Samochodowy atlas Polski 1:500 000. Wyd. IX. Warszawa: Państwowe Przedsiębiorstwo Wydawnictw Kartograficznych, 1984, s. 25-26. - Samochodowy atlas Polski 1:500 000. Wyd. IX. Warszawa: Państwowe Przedsiębiorstwo Wydawnictw Kartograficznych, 1985, s. 25-26. |

| Lista źródeł |
| --- |
| - Uchwała nr 192 Rady Ministrów z dnia 2 grudnia 1985 r. w sprawie zaliczenia dróg do kategorii dróg krajowych. (M.P. z 1986 r. nr 3, poz. 16) - Polska: atlas samochodowy 1:300 000. Wyd. pierwsze. Warszawa: Polskie Przedsiębiorstwo Wydawnictw Kartograficznych, 1992. ISBN 83-7000-080-0. Brak numerów stron w książce - Polska: mapa samochodowa 1:700 000, wyd. 1, Szczecin: Wydawnictwo Kartograficzne KOMPAS, 1996–1997, ISBN 83-904373-2-5. Brak numerów stron w książce - Polska: mapa samochodowa 1:700 000, wyd. II Zmienione i poprawione, Szczecin: Wydawnictwo Kartograficzne KOMPAS, 1997–1998, ISBN 83-904373-3-3. Brak numerów stron w książce - Rozporządzenie Rady Ministrów z dnia 15 grudnia 1998 r. w sprawie ustalenia wykazu dróg krajowych i wojewódzkich. (Dz.U. z 1998 r. nr 160, poz. 1071) - Polska: mapa samochodowa z podziałem administracyjnym 1:700 000, wyd. V Zmienione, poprawione i uaktualnione, Szczecin: Wydawnictwo Kartograficzne KOMPAS, 1999–2000, ISBN 83-904373-7-6. Brak numerów stron w książce - POLSKA Atlas drogowy 1:200 000. Mapy Ścienne Beata Piętka, 2000. Brak numerów stron w książce |

| Lista źródeł |
| --- |
| - Uchwała nr 192 Rady Ministrów z dnia 2 grudnia 1985 r. w sprawie zaliczenia dróg do kategorii dróg krajowych. (M.P. z 1986 r. nr 3, poz. 16) - Polska: atlas samochodowy 1:300 000. Wyd. pierwsze. Warszawa: Polskie Przedsiębiorstwo Wydawnictw Kartograficznych, 1992. ISBN 83-7000-080-0. Brak numerów stron w książce - Polska: mapa samochodowa 1:700 000, wyd. 1, Szczecin: Wydawnictwo Kartograficzne KOMPAS, 1996–1997, ISBN 83-904373-2-5. Brak numerów stron w książce - Polska: mapa samochodowa 1:700 000, wyd. II Zmienione i poprawione, Szczecin: Wydawnictwo Kartograficzne KOMPAS, 1997–1998, ISBN 83-904373-3-3. Brak numerów stron w książce - Rozporządzenie Rady Ministrów z dnia 15 grudnia 1998 r. w sprawie ustalenia wykazu dróg krajowych i wojewódzkich. (Dz.U. z 1998 r. nr 160, poz. 1071) - Polska: mapa samochodowa z podziałem administracyjnym 1:700 000, wyd. V Zmienione, poprawione i uaktualnione, Szczecin: Wydawnictwo Kartograficzne KOMPAS, 1999–2000, ISBN 83-904373-7-6. Brak numerów stron w książce - POLSKA Atlas drogowy 1:200 000. Mapy Ścienne Beata Piętka, 2000. Brak numerów stron w książce - Polska: autoatlas 1:300 000, Autoatlas opracowano dla potrzeb Polskiego Koncernu Naftowego ORLEN Spółka Akcyjna, Warszawa: ABW Sp. z o.o., 2001, ISBN 83-915542-0-1. Brak numerów stron w książce - Polska: mapa samochodowa z podziałem administracyjnym 1:700 000, wyd. XII Zmienione, poprawione i uaktualnione, Szczecin: Wydawnictwo Kartograficzne KOMPAS, 2004–2005, ISBN 83-904373-7-6. Brak numerów stron w książce - Polska: mapa samochodowa z podziałem administracyjnym 1:700 000, wyd. XIV Zmienione, poprawione i uaktualnione, Szczecin: Wydawnictwo Kartograficzne KOMPAS, 2005–2006, ISBN 83-904373-7-6. Brak numerów stron w książce - Polska 2016: mapa samochodowa 1:700 000, wyd. XXVII, Dom Wydawniczy PWN, 2016, ISBN 978-83-7705-942-5. Brak numerów stron w książce - Polska 2017: atlas samochodowy 1:200 000 dla profesjonalistów. Wyd. IX. Warszawa: Dom Wydawniczy PWN, 2017. ISBN 978-83-7705-978-4. Brak numerów stron w książce - Polska 2020/2021: mapa samochodowa 1:700 000, Warszawa: Grupa PWN, 2020, ISBN 978-83-65808-36-3. Brak numerów stron w książce |

## Dopuszczalny nacisk na oś
Od 13 marca 2021 roku na drodze dozwolony jest ruch pojazdów o nacisku pojedynczej osi napędowej do 11,5 tony, z wyjątkiem miejsc oznaczonych znakiem zakazu B-19.

### Do 13 marca 2021 r.
Wcześniej droga wojewódzka nr 218 była objęta ograniczeniami dopuszczalnego nacisku pojedynczej osi:
| Znak  | Dopuszczalny nacisk | Odcinek                                                   |
| ----- | ------------------- | --------------------------------------------------------- |
| DW218 | do 10 ton           | Chwaszczyno – Koleczkowo                                  |
| DW218 | do 8 ton            | - Gdańsk – Chwaszczyno - Koleczkowo – Wejherowo – Krokowa |

## Remonty drogi
W lipcu 2009 roku wyremontowane zostały będące w najgorszym stanie fragmenty drogi.
Rok później całkowicie odnowiono trasę między Nowym Dworem Wejherowskim a skrzyżowaniem z drogą wojewódzką nr 224.
W latach 2011–2013 trwał generalny remont drogi na odcinku Koleczkowo – Chwaszczyno. Całkowicie wymieniona została nawierzchnia, wybudowano liczne chodniki oraz drogi rowerowe, a na obszarach zabudowanych postawiono latarnie. Wykonawcą robót była firma Strabag.

## Miejscowości leżące przy trasie 218
- Krokowa (DW213)
- Wielka Piaśnica
- Wejherowo (DW468)
- Gałęźna Góra (DW224)
- Chwaszczyno (DK20)
- Gdańsk
  - Gdańsk Osowa
  - Gdańsk Oliwa (DW468)

## Skrócenie przebiegu
Droga na odcinku 21,5 km od ronda w Chwaszczynie (DK20) do skrzyżowania przy Gałęźnej Górze (DW224) pozbawiona została kategorii drogi wojewódzkiej dnia 12.04.2023 na mocy uchwały nr 312/439/23 Zarządu Województwa Pomorskiego z dnia 2023-03-23 w sprawie poinformowania o zamiarze podjęcia uchwały o pozbawieniu kategorii drogi wojewódzkiej, dróg wojewódzkich nr 100 i 101 położonych na terenie Powiatu Puckiego oraz odcinka drogi wojewódzkiej nr 218 położonej na terenie Powiatu Kartuskiego i Powiatu Wejherowskiego.